# John Tui
John Tui (nacido el 11 de junio de 1975) es un actor neozelandés-estadounidense de ascendencia tongana. Es conocido por sus papeles de Anubis "Doggie" Cruger en Power Rangers S.P.D. y de Daggeron en Power Rangers Mystic Force, ambas filmadas en su Nueva Zelanda natal. Desde entonces, ha pasado a desempeñar papeles en proyectos de Hollywood como Fast & Furious Presents: Hobbs & Shaw y Young Rock.

## Vida
Tui nació en Auckland, Nueva Zelanda. Creció en Manurewa, Nueva Zelanda. En 2002, Tui se casó con Liyah. Tiene cuatro hijos, incluidos gemelos.

## Filmografía

### Películas
| Año  | Película                                     | Papel                | Notas |
| ---- | -------------------------------------------- | -------------------- | ----- |
| 2003 | Leoleo io lou Uso                            | Siaosi               |       |
| 2003 | Cold Peas                                    | Michael              |       |
| 2003 | Alternative                                  | Tasi                 |       |
| 2006 | Sione's Wedding                              | Tavita               |       |
| 2012 | Battleship                                   | Walter "Beast" Lynch |       |
| 2014 | El hobbit: la batalla de los Cinco Ejércitos | Bolg                 |       |
| 2015 | Born to Dance                                | Zack                 |       |
| 2018 | Han Solo: una historia de Star Wars          | Korso                |       |
| 2019 | Fast & Furious Presents: Hobbs & Shaw        | Kal Hobbs            | [ 4 ] |
| 2019 | Savages                                      | Moses                |       |
| 2020 | The Legend of Baron To'a                     | Baron To'a           |       |

### Televisión
| Año       | Serie                       | Papel                                                       | Notas                            |
| --------- | --------------------------- | ----------------------------------------------------------- | -------------------------------- |
| 2005      | Power Rangers S.P.D.        | Anubis "Doggie" Cruger / Shadow Ranger, Sargento Silverback | 38 episodios                     |
| 2005      | Mataku                      | Bones                                                       | Episodio: "The Chosen Ones"      |
| 2006      | Power Rangers Mystic Force  | Daggeron / Solaris Knight                                   | 19 episodios                     |
| 2006      | Outrageous Fortune          | Carlos Sevele                                               | Episodio: "Thy Name Is Woman"    |
| 2009      | Go Girls                    | Timbo                                                       | 32 episodios                     |
| 2010      | Shortland Street            | Dollar                                                      | 10 episodios                     |
| 2012      | Power Rangers Super Samurai | Pestilox                                                    | Episodio: "A Crack in the World" |
| 2013      | Shortland Street            | Travis Corfield                                             | Recurrente                       |
| 2021–2023 | Young Rock                  | Afa Anoa'i                                                  | Recurrente                       |

### Teatro
| Año  | Obra                 | Papel             |
| ---- | -------------------- | ----------------- |
| 2002 | Bodas de sangre      | Woodcutter        |
| 2002 | Big River            | Esclavo           |
| 2002 | Julio César          | Marco Bruto       |
| 2003 | Hamlet               | Siervo de Claudio |
| 2003 | Never Long Gone      | Michael           |
| 2003 | Otelo                | Otelo             |
| 2003 | Gifted Tour - Wendel | Padre             |